# Альбрехт IV (герцог Саксен-Лауэнбурга)
Альбрехт IV (нем. Albrecht IV. von Sachsen-Lauenburg; 1315 — 1343) — герцог Саксен-Лауэнбурга (линия Мёльн и Бергедорф) c 1338 года.
Сын Иоганна II Саксен-Лауэнбургского.
Из-за больших расходов на содержание герцогской резиденции в замке Бергедорф был вынужден заложить часть земель Герхарду Гольштейнскому (которому приходился племянником) и подчинить его интересам свою политику.
В 1343 году вместе с Любеком, Гамбургом и Гольштейном начал военные действия против своего двоюродного брата Эриха II, обвинённого в нападениях на торговые суда. В разгар этой войны Альбрехт IV умер.

## Семья
Первая жена — Беата Шверинская, дочь Гунцелина VI, графа Шверинского. От неё сыновья:
- Иоганн III (ок. 1335—1356)
- Альбрехт V (ок. 1335—1370)
- Эрих III (ум. 1401).

Вторая жена — София фон Цигенхайн, дочь графа Иоганна I фон Цигенхайна.